# 忠貞市場

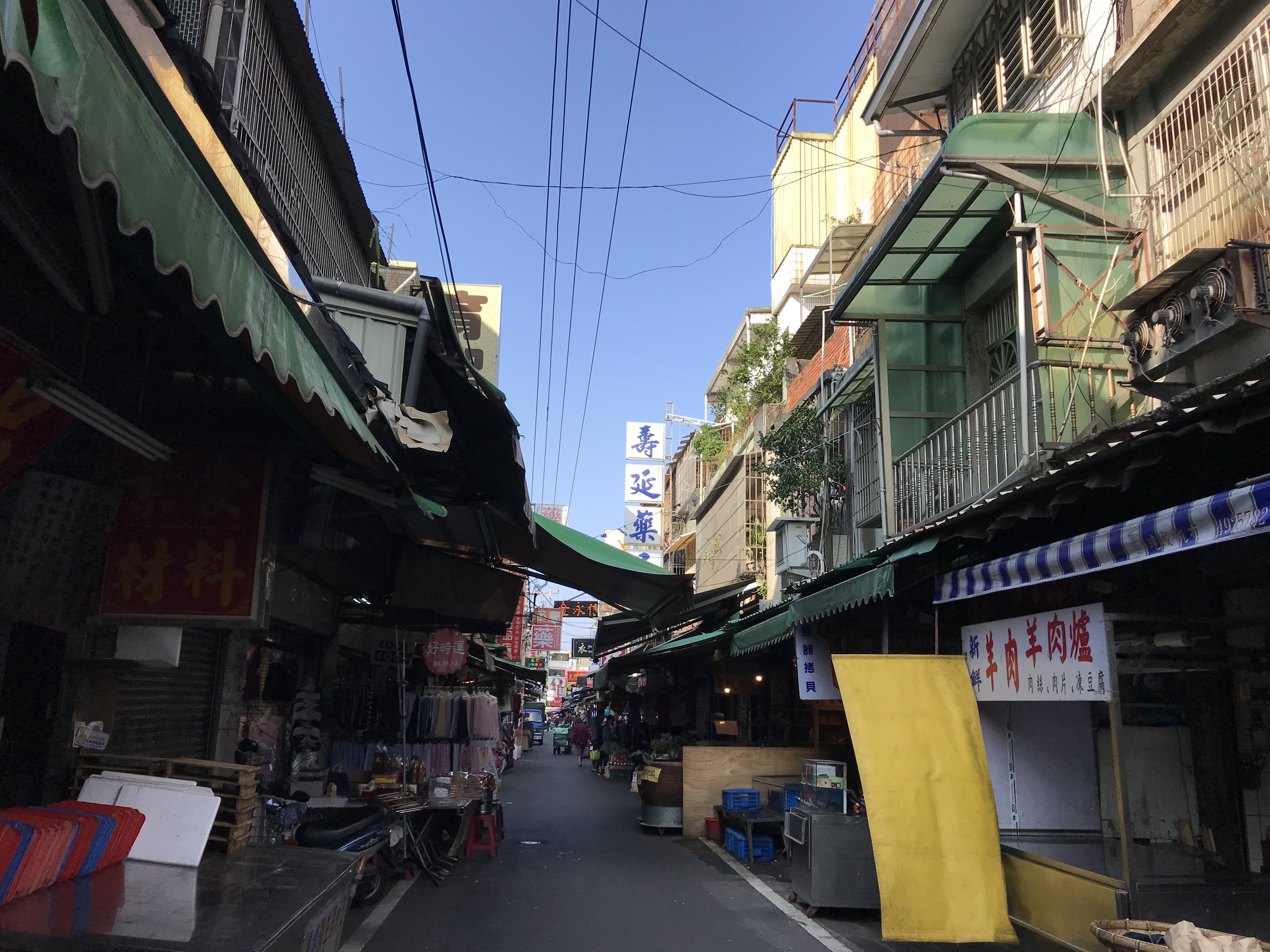
忠貞市場一景

24°55′46″N 121°15′10″E / 24.9294618°N 121.2528964°E忠貞市場是處於台灣桃園市中壢區及平鎮區龍岡一帶的市集，以具有販售滇緬泰一帶的菜餚料理為其特色。

## 歷史
過去在第二次國共內戰時期，當時待在雲南、泰國、緬甸一帶邊界的國民黨軍隊於戰況失利後，跟著國民黨撤向台灣。

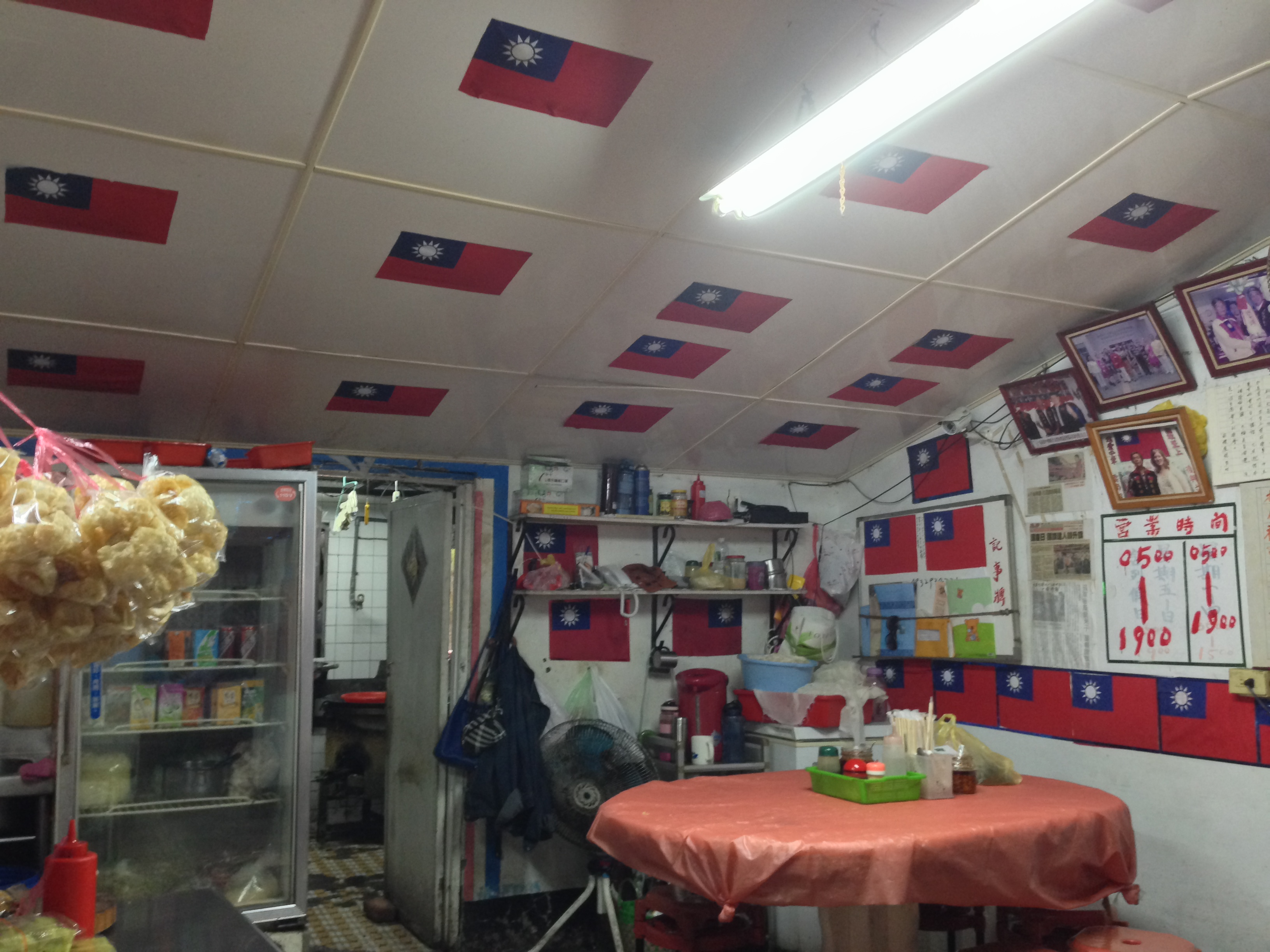
國旗屋米干店內一景

後續1954年左右先前待在滇緬的軍隊與其眷屬，被安排在現今中壢區龍岡的忠貞新村一帶居住，而因該軍隊眷屬先前接觸過滇緬泰的飲食文化，開始有製作販賣異國料理的經濟活動。
隨著店家範圍擴大在1970年代期間忠貞市場正式出現，成為批發販賣食材和小吃的早市。數十年後因市場規劃凌亂而開始有提出改建的反應，在2013年8月間則有拆除違建商家的動作。
早期市場範圍自中山路（與當前中正三路延伸交會點算起）至前龍街與龍東路路口 ,以及中山路西側的龍平路至後龍街與龍東路路口；後因眷村改建，市場主要範圍移至前龍街、龍平路與後龍街。
忠貞新村、中正新村、貿易七村等圍繞市場主要三個眷村改建後失去的標的物：忠貞活動中心及前方籃球場(今國旗屋一帶至前方停車場範圍)、銅像及貿七活動中心(龍平路與後龍街口附近)、榕樹及水井(忠貞路與中山路口附近)、公廁(未拓寬的龍平路與忠貞路附近)。
另外，附近的龍江公園與周邊停車場在1990年代中期之前，還是陸軍六軍團的軍用菜市場及福利站所在地。

## 活動
因忠貞市場具有滇緬泰的異國飲食小吃且鄰近龍岡清真寺等異國風格建物，而有被當地政府規劃為特色商圈發展，以及成為異國飲食文化活動的主要站點之一。其中並以每年四月份的「龍岡米干節」最具代表，吸引觀光人潮到此品嚐雲南獨特小吃。

## 外部連結
- 微笑台灣：忠貞市場裡的各式家鄉味，用味覺超越時空 （页面存档备份，存于）